# Schimmelius
Schimmelius is een geslacht van kevers uit de familie  
kniptorren (Elateridae).
Het geslacht werd voor het eerst wetenschappelijk beschreven in 1994 door Giuseppe Platia.

## Soorten
Het geslacht omvat de volgende soorten:
- Schimmelius ingridae Schimmel, 1999
- Schimmelius ochraceus Platia, 1994
- Schimmelius tertius Platia & Gudenzi, 2000